# Francis Brown
Francis Brown (5 de novembro de 1977) é um matemático franco-britânico.
Em 2012 recebeu o Prêmio Élie Cartan da Académie des Sciences.

## Publicações selecionadas
- Multiple zeta values and periods of moduli spaces {\displaystyle {\mathfrak {M}}_{0,n}}. Ann. Sci. Éc. Norm. Supér. (4) 42 (2009), no. 3, 371–489. arxiv
- Mixed Tate motives over {\displaystyle \mathbb {Z} }. Ann. of Math. (2) 175 (2012), no. 2, 949–976. Arxiv
- Dedekind zeta motives for totally real number fields. Invent. Math. 194 (2013), no. 2, 257–311. arxiv